# Readfield (Maine)
Readfield es un pueblo ubicado en el condado de Kennebec en el estado estadounidense de Maine. En el Censo de 2010 tenía una población de 2.598 habitantes y una densidad poblacional de 32,4 personas por km².

## Geografía
Readfield se encuentra ubicado en las coordenadas 44°22′54″N 69°56′45″O / 44.38167, -69.94583. Según la Oficina del Censo de los Estados Unidos, Readfield tiene una superficie total de 80.18 km², de la cual 75.53 km² corresponden a tierra firme y (5.79%) 4.64 km² es agua.

## Demografía
Según el censo de 2010, había 2.598 personas residiendo en Readfield. La densidad de población era de 32,4 hab./km². De los 2.598 habitantes, Readfield estaba compuesto por el 97.19% blancos, el 0.35% eran afroamericanos, el 0.35% eran amerindios, el 0.58% eran asiáticos, el 0.15% eran isleños del Pacífico, el 0.19% eran de otras razas y el 1.19% pertenecían a dos o más razas. Del total de la población el 0.65% eran hispanos o latinos de cualquier raza.